# Sigmund B. Strømme
Sigmund Bjarne Strømme (19. december 1933 i Oslo – 11. juli 2009) var en norsk forfatter og professor i fysiologi ved Norges Idrætshøjskole.
Forfatterskabet omfatter primært faglitteratur i forbindelse med kost, motion, sundhed etc.